# Pedro Rodríguez Ledesma
Pedro Eliezer Rodríguez Ledesma, meglio noto come Pedro (Santa Cruz de Tenerife, 28 luglio 1987), è un calciatore spagnolo, attaccante o centrocampista della Lazio. Con la nazionale spagnola è diventato campione del mondo nel 2010 e campione d'Europa nel 2012.
Il suo palmarès, che conta 25 titoli complessivi, annovera la UEFA Champions League, la Supercoppa UEFA e la Coppa del mondo per club, vinte con il Barcellona, l'Europa League, vinta con il Chelsea, il campionato del mondo e il campionato europeo, vinti con la nazionale spagnola, che fanno di lui il primo calciatore al mondo ad aver vinto tutti i principali trofei internazionali.
In carriera è risultato decisivo più volte nelle semifinali e nelle finali delle competizioni che ha disputato: in queste ultime è andato a segno ben 9 volte.
È stato altresì il primo calciatore (e attualmente anche l'unico insieme a Lionel Messi, che lo ha eguagliato nel 2011) ad essere andato a segno in sei competizioni ufficiali nello stesso anno solare: nel 2009 ha infatti segnato almeno un gol in Primera División, UEFA Champions League, Coppa del Re, Supercoppa spagnola, Supercoppa UEFA e Coppa del mondo per club. È uno dei 5 giocatori della storia andato a segno sia nella finale di UEFA Champions League che in quella di Europa League.

## Caratteristiche tecniche
Pedro è un esterno offensivo in grado di agire su entrambe le fasce. Le sue doti principali sono la velocità e il dribbling. La sua abilità nell'usare entrambi i piedi lo rendono un calciatore in grado di dribblare facilmente il proprio avversario. Fornisce spesso assist decisivi per i compagni ed è anche un ottimo goleador, molto freddo sotto porta. Calciatore decisivo, in carriera si è rivelato capace di segnare in quasi tutte le finali disputate, con ben nove realizzazioni all'attivo.

## Carriera

### Club

#### Esordi e Barcellona

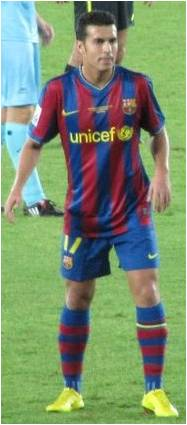
Pedro con la maglia del Barcellona nel 2009.

Nato calcisticamente prima nelle giovanili del Club Deportivo San Isidro, poi si trasferisce a 17 anni alla Masia, nelle giovanili del Barcellona dove crescerà per quattro anni prima di debuttare in prima squadra il 12 gennaio 2008 nel match vinto dai blaugrana 4-0 sul Real Murcia.
Nella stagione 2008-2009 scende in campo 14 volte, 6 in campionato, 3 in Coppa del Re e 5 in Champions League, vincendo tutte le competizioni e giocando anche la finale di Champions League, dove sostituisce a pochi secondi dalla fine Andrés Iniesta. Inizia la stagione 2009-2010 realizzando 4 goal nel corso delle 8 amichevoli precampionato disputate dal Barcellona. Le buone prestazioni sono ricompensate con la firma di un nuovo contratto in scadenza nel giugno 2014, con una clausola rescissoria fissata a ben 95 milioni di euro.
Nella finale di Supercoppa europea contro lo Šachtar Donec'k entra al posto di Ibrahimović e mette a segno la rete decisiva alla fine del secondo tempo supplementare su assist di Messi. Il 20 dicembre 2009 segna due gol nella sfida del Mondiale per club 2009 contro l'Atlante. Segnando così almeno un gol in tutte le competizioni alle quali il Barcellona ha partecipato nel 2009 e diventando il primo giocatore nella storia a segnare in 6 competizioni diverse durante una singola stagione, ovvero nella Liga, in Champions League, in Coppa del Re, nella Supercoppa di Spagna, nella Supercoppa europea e nel Mondiale per club. Il Barcellona, pur non replicando i successi dell'anno precedente, vince nuovamente il campionato.
Il 3 maggio 2011 sblocca il risultato della semifinale di ritorno di UEFA Champions League contro il Real Madrid (1-1), ipotecando di fatto il passaggio dei "Blaugrana" alla finale di Wembley, dove il Barcellona ritrova il Manchester United, battuto due anni prima. Nella gara decisiva segna il gol del momentaneo 1-0 dopo una decina di minuti nel primo tempo: il Barça vincerà la partita 3-1, bissando il successo ottenuto al primo anno sotto la gestione di Guardiola. Il 5 luglio 2011 rinnova il suo contratto con il Barcellona fino al 2016 inserendo una clausola di rescissione di 160 milioni di euro.
Il 6 dicembre 2011 sigla la sua prima doppietta in Uefa Champions League, contro il Bate Borisov, nella partita vinta per 4-0 dai blaugrana. Il 25 maggio 2012 realizza due gol nella finale di Coppa del Re vinta per 3-0 con l'Athletic Bilbao a Madrid.
Comincia la stagione 2012-2013 andando a segno contro il Real Madrid il 23 agosto, battuto per 3-2 nell'andata di Supercoppa di Spagna; i blancos, però, vincendo per 2-1 al ritorno, conquisteranno il trofeo. Il 6 gennaio 2013 mette a segno una doppietta nel derby di Barcellona vinto per 4-0 contro l'Espanyol. Il 10 aprile realizza il gol del definitivo 1-1 nella gara interna con il Paris Saint-Germain nel ritorno dei quarti di finale di Champions League, garantendo ai catalani il passaggio di turno. Al termine della stagione si aggiudica nuovamente la Liga.
Pedro apre la stagione seguente, il 18 agosto 2013, mettendo a segno una doppietta nella prima giornata di Liga, nella vittoria blaugrana per 7-0 contro il Levante. Alla quinta giornata corona una prestazione maiuscola con una tripletta, nella vittoria esterna per 4-0 sul Rayo Vallecano.
Il 17 maggio 2015, grazie alla vittoria esterna contro l'Atlético Madrid, conquista con i colori blaugrana il campionato spagnolo. Il 30 maggio vince la sua terza Coppa del Re, ed il 6 giugno si aggiudica la sua terza Champions League, vinta in finale contro la Juventus (3-1).
Il 4 giugno 2015 rinnova fino al 2019 il contratto che sarebbe scaduto nel 2016. L'11 agosto 2015 gioca la finale di Supercoppa UEFA contro il Siviglia segnando il gol del definitivo 5-4, in quella che per molti giornali sarebbe stata la sua ultima partita con il Barcellona prima del trasferimento al Chelsea. Complessivamente, in sette anni al Barcellona ha collezionato 321 presenze e 99 gol, vincendo 20 titoli.

#### Chelsea
Il 19 agosto 2015 passa ufficialmente al Chelsea per 27 milioni di euro, più tre di bonus; un premio di valorizzazione di 420.000 euro viene incassato dal Raqui San Isidro, squadra di Tenerife in cui Pedro aveva cominciato la sua carriera. Il 23 agosto, all'esordio con la nuova maglia, segna un gol contro il West Bromwich Albion (3-2). Si ripete il 19 dicembre seguente, nella vittoria per 3-1 contro il Sunderland a Stamford Bridge. Il 13 febbraio 2016 realizza una doppietta, nel match vinto per 4-0 contro il Newcastle.
Il 29 maggio 2019 vince l'Europa League contro l'Arsenal, siglando anche un gol nel 4-1 finale.
Al termine della stagione 2019-2020 lascia i Blues, con cui in cinque stagioni ha vinto una Premier League (2016-2017), una FA Cup (2017-2018) e una Europa League (2018-2019), con 43 gol e 28 assist in 206 presenze

#### Roma
Il 25 agosto 2020 si trasferisce a titolo gratuito alla Roma. Debutta in maglia giallorossa il 19 settembre successivo, disputando la sua prima partita di Serie A contro il Verona. Il 3 ottobre, mette a segno la prima rete con i giallorossi e contestualmente in Serie A, decisiva per la vittoria di misura contro l'Udinese (0-1). Si ripete la giornata successiva contro il Benevento, poi, dopo un buon inizio il suo rendimento, complici anche degli infortuni e dei problemi col tecnico dei giallorossi Paulo Fonseca, va in calando, ricevendo anche il primo cartellino rosso nella gara interna col Sassuolo. Ciononostante nel finale di stagione va a segno nel derby vinto 2-0 contro la Lazio il 15 maggio 2021.

#### Lazio
Relegato ai margini della rosa dal nuovo tecnico dei giallorossi José Mourinho, il 19 agosto 2021, dopo appena una stagione in giallorosso, l'iberico si trasferisce a titolo gratuito e definitivo alla Lazio, ritrovando il tecnico Maurizio Sarri, con cui aveva già lavorato al Chelsea. Al contempo diviene il primo giocatore a passare da un club all'altro della capitale dai tempi di Astutillo Malgioglio (che nel 1985 fece il medesimo percorso). Gioca la sua prima partita con i biancocelesti il 21 agosto seguente, partendo da titolare nella sfida di Serie A contro l'Empoli. Il 26 settembre segna il secondo gol del momentaneo 2-0 nel derby contro la sua ex squadra della Roma (vinto poi 3-2 dalla Lazio), diventando il terzo calciatore dopo Arne Selmosson e Aleksandar Kolarov ad aver segnato con entrambe le maglie al derby. Conclude l'annata con 10 gol e 6 assist sommate tutte le competizioni.
Nella stagione successiva fa il suo esordio in Conference League dove mette a segno un gol nella gara persa poi 2 a 1 in casa contro gli olandesi dell'AZ Alkmaar, diventando così il primo calciatore a segnare nella fase a eliminazione diretta di tutte e tre le coppe europee esistenti al momento. Complice l'età il suo rendimento inizia leggermente a calare, rimanendo tuttavia un giocatore decisivo nei momenti importanti.
Nella stagione 2023-2024 segna il suo primo gol alla quattordicesima giornata contro il Cagliari, rete che tra l'altro ha deciso il match. Il 10 gennaio riceve la sua prima espulsione con i biancocelesti nel derby di Coppa Italia contro la Roma a causa di un'accesa rissa con Leandro Paredes.
L'annata 2024-2025, seppur non particolarmente esaltante per la Lazio, lo vede protagonista in positivo nelle fila dell'attacco di Baroni. Pedro fatica a ritagliarsi un posto da titolare ma si rivela piuttosto efficace a gara in corso, riuscendo a segnare ben 10 gol in campionato. Alla penultima giornata, nella sfida contro l'Inter, mette a segno una doppietta con un rigore segnato al 90' che inchioda i nerazzurri sul 2-2 finale e permetterà poi al Napoli di arrivare all'ultima giornata in testa alla classifica e vincere in quarto scudetto della loro storia.

### Nazionale

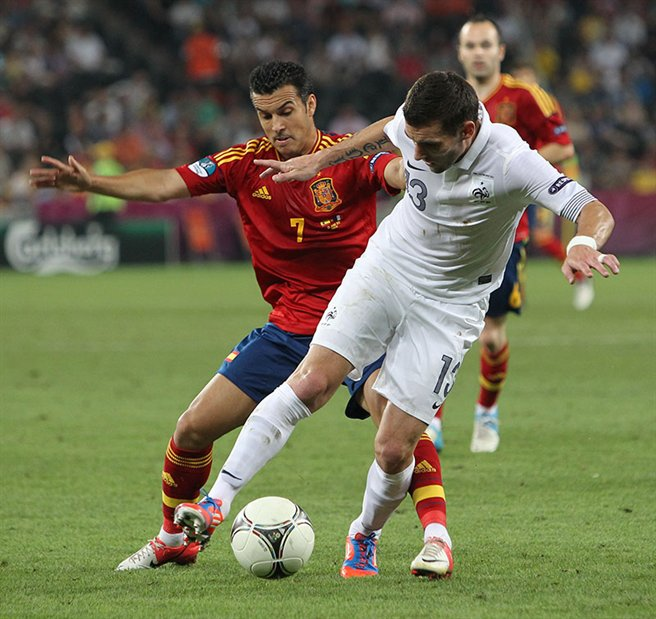
Pedro contrasta il francese Anthony Réveillère durante i quarti di finale del campionato europeo 2012.

Con l'Under-21 spagnola ha disputato solo due partite nel periodo tra il 2008 e il 2010.
Il primo gol con la selezione maggiore arriva l'8 giugno 2010 nell'amichevole Spagna-Polonia, terminata con il risultato di 6-0 in favore delle furie rosse. Nel maggio dello stesso anno il tecnico Vicente del Bosque lo convoca per il mondiale sudafricano
 Nella rassegna iridata disputa da titolare la semifinale contro la Germania e la vittoriosa finale contro i Paesi Bassi, al posto di Fernando Torres.
Nel maggio del 2012 Del Bosque lo convoca per l'europeo in Polonia e Ucraina. Durante l'intero torneo, pur non partendo mai da titolare, disputa parecchi spezzoni di partita, tra cui la vittoriosa finale contro l'Italia.
Convocato per il campionato europeo 2016 in Francia, scende in campo solamente in due occasioni, subentrando in entrambe le volte a partita in corso.

## Statistiche

### Presenze e reti nei club
Statistiche aggiornate al 25 maggio 2025.
| Stagione                                | Squadra                                 | Campionato                              | Campionato | Campionato | Coppe nazionali | Coppe nazionali | Coppe nazionali | Coppe europee | Coppe europee | Coppe europee | Altre coppe | Altre coppe | Altre coppe | Totale | Totale |
| Stagione                                | Squadra                                 | Comp                                    | Pres       | Reti       | Comp            | Pres            | Reti            | Comp          | Pres          | Reti          | Comp        | Pres        | Reti        | Pres   | Reti   |
| --------------------------------------- | --------------------------------------- | --------------------------------------- | ---------- | ---------- | --------------- | --------------- | --------------- | ------------- | ------------- | ------------- | ----------- | ----------- | ----------- | ------ | ------ |
| 2005-2006                               | Barcellona C                            | TD                                      | 34         | 4          | -               | -               | -               | -             | -             | -             | -           | -           | -           | 34     | 4      |
| 2006-2007                               | Barcellona C                            | TD                                      | 37         | 7          | -               | -               | -               | -             | -             | -             | -           | -           | -           | 37     | 7      |
| Totale Barcellona C                     | Totale Barcellona C                     | Totale Barcellona C                     | 71         | 11         |                 | -               | -               |               | -             | -             |             | -           | -           | 71     | 11     |
| 2006-2007                               | Barcellona B                            | SDB                                     | 1          | 0          | -               | -               | -               | -             | -             | -             | -           | -           | -           | 1      | 0      |
| 2007-2008                               | Barcellona B                            | TD                                      | 37         | 7          | -               | -               | -               | -             | -             | -             | -           | -           | -           | 37     | 7      |
| 2007-2008                               | Barcellona                              | PD                                      | 2          | 0          | CR              | 0               | 0               | UCL           | 0             | 0             | -           | -           | -           | 2      | 0      |
| 2008-2009                               | Barcellona Atlètic                      | SDB                                     | 17         | 10         | -               | -               | -               | -             | -             | -             | -           | -           | -           | 17     | 10     |
| Totale Barcellona B\|Barcellona Atlètic | Totale Barcellona B\|Barcellona Atlètic | Totale Barcellona B\|Barcellona Atlètic | 55         | 17         |                 | -               | -               |               | -             | -             |             | -           | -           | 55     | 17     |
| 2008-2009                               | Barcellona                              | PD                                      | 6          | 0          | CR              | 3               | 0               | UCL           | 5             | 0             | -           | -           | -           | 14     | 0      |
| 2009-2010                               | Barcellona                              | PD                                      | 34         | 12         | CR              | 4               | 3               | UCL           | 9             | 4             | SS+SU+Cmc   | 2+1+2       | 1+1+2       | 52     | 23     |
| 2010-2011                               | Barcellona                              | PD                                      | 33         | 13         | CR              | 7               | 4               | UCL           | 12            | 5             | SS          | 1           | 0           | 53     | 22     |
| 2011-2012                               | Barcellona                              | PD                                      | 29         | 5          | CR              | 5               | 4               | UCL           | 9             | 4             | SS+SU+Cmc   | 2+1+2       | 0           | 48     | 13     |
| 2012-2013                               | Barcellona                              | PD                                      | 28         | 7          | CR              | 5               | 1               | UCL           | 10            | 1             | SS          | 2           | 1           | 45     | 10     |
| 2013-2014                               | Barcellona                              | PD                                      | 37         | 15         | CR              | 8               | 3               | UCL           | 7             | 1             | SS          | 2           | 0           | 54     | 19     |
| 2014-2015                               | Barcellona                              | PD                                      | 35         | 6          | CR              | 6               | 5               | UCL           | 9             | 0             | -           | -           | -           | 50     | 11     |
| ago. 2015                               | Barcellona                              | PD                                      | 0          | 0          | CR              | -               | -               | UCL           | -             | -             | SS+SU       | 2+1         | 0+1         | 3      | 1      |
| Totale Barcellona                       | Totale Barcellona                       | Totale Barcellona                       | 204        | 58         |                 | 38              | 20              |               | 61            | 15            |             | 18          | 6           | 321    | 99     |
| 2015-2016                               | Chelsea                                 | PL                                      | 29         | 7          | FACup+CdL       | 4+1             | 0+1             | UCL           | 6             | 0             | CS          | -           | -           | 40     | 8      |
| 2016-2017                               | Chelsea                                 | PL                                      | 35         | 9          | FACup+CdL       | 5+3             | 4+0             | -             | -             | -             | -           | -           | -           | 43     | 13     |
| 2017-2018                               | Chelsea                                 | PL                                      | 31         | 4          | FACup+CdL       | 6+3             | 2+0             | UCL           | 7             | 1             | CS          | 1           | 0           | 48     | 7      |
| 2018-2019                               | Chelsea                                 | PL                                      | 31         | 8          | FACup+CdL       | 1+5             | 0               | UEL           | 14            | 5             | CS          | 1           | 0           | 52     | 13     |
| 2019-2020                               | Chelsea                                 | PL                                      | 11         | 1          | FACup+CdL       | 6+2             | 0+1             | UCL           | 3             | 0             | SU          | 1           | 0           | 23     | 2      |
| Totale Chelsea                          | Totale Chelsea                          | Totale Chelsea                          | 137        | 29         |                 | 36              | 8               |               | 30            | 6             |             | 3           | 0           | 206    | 43     |
| 2020-2021                               | Roma                                    | A                                       | 27         | 5          | CI              | 1               | 0               | UEL           | 12            | 1             | -           | -           | -           | 40     | 6      |
| 2021-2022                               | Lazio                                   | A                                       | 32         | 9          | CI              | 1               | 0               | UEL           | 8             | 1             | -           | -           | -           | 41     | 10     |
| 2022-2023                               | Lazio                                   | A                                       | 36         | 4          | CI              | 2               | 0               | UEL+UECL      | 5+3           | 2+1           | -           | -           | -           | 46     | 7      |
| 2023-2024                               | Lazio                                   | A                                       | 33         | 1          | CI              | 3               | 0               | UCL           | 8             | 2             | SI          | 1           | 0           | 45     | 3      |
| 2024-2025                               | Lazio                                   | A                                       | 30         | 10         | CI              | 2               | 0               | UEL           | 12            | 4             | -           | -           | -           | 44     | 14     |
| Totale Lazio                            | Totale Lazio                            | Totale Lazio                            | 131        | 24         |                 | 8               | 0               |               | 36            | 10            |             | 1           | 0           | 176    | 34     |
| Totale carriera                         | Totale carriera                         | Totale carriera                         | 624        | 144        |                 | 83              | 28              |               | 139           | 32            |             | 22          | 6           | 867    | 210    |

### Cronologia presenze e reti in nazionale
| Cronologia completa delle presenze e delle reti in nazionale ― Spagna | Cronologia completa delle presenze e delle reti in nazionale ― Spagna | Cronologia completa delle presenze e delle reti in nazionale ― Spagna | Cronologia completa delle presenze e delle reti in nazionale ― Spagna | Cronologia completa delle presenze e delle reti in nazionale ― Spagna | Cronologia completa delle presenze e delle reti in nazionale ― Spagna | Cronologia completa delle presenze e delle reti in nazionale ― Spagna | Cronologia completa delle presenze e delle reti in nazionale ― Spagna |
| Data                                                                  | Città                                                                 | In casa                                                               | Risultato                                                             | Ospiti                                                                | Competizione                                                          | Reti                                                                  | Note                                                                  |
| --------------------------------------------------------------------- | --------------------------------------------------------------------- | --------------------------------------------------------------------- | --------------------------------------------------------------------- | --------------------------------------------------------------------- | --------------------------------------------------------------------- | --------------------------------------------------------------------- | --------------------------------------------------------------------- |
| 29-5-2010                                                             | Innsbruck                                                             | Spagna                                                                | 3 – 2                                                                 | Arabia Saudita                                                        | Amichevole                                                            | -                                                                     | 60’                                                                   |
| 3-6-2010                                                              | Innsbruck                                                             | Spagna                                                                | 1 – 0                                                                 | Corea del Sud                                                         | Amichevole                                                            | -                                                                     | 58’                                                                   |
| 8-6-2010                                                              | Murcia                                                                | Spagna                                                                | 6 – 0                                                                 | Polonia                                                               | Amichevole                                                            | 1                                                                     | 39’                                                                   |
| 16-6-2010                                                             | Durban                                                                | Spagna                                                                | 0 – 1                                                                 | Svizzera                                                              | Mondiali 2010 - 1º turno                                              | -                                                                     | 77’                                                                   |
| 29-6-2010                                                             | Città del Capo                                                        | Spagna                                                                | 1 – 0                                                                 | Portogallo                                                            | Mondiali 2010 - Ottavi di finale                                      | -                                                                     | 88’                                                                   |
| 3-7-2010                                                              | Johannesburg                                                          | Spagna                                                                | 1 – 0                                                                 | Paraguay                                                              | Mondiali 2010 - Quarti di finale                                      | -                                                                     | 75’                                                                   |
| 7-7-2010                                                              | Durban                                                                | Germania                                                              | 0 – 1                                                                 | Spagna                                                                | Mondiali 2010 - Semifinale                                            | -                                                                     | 86’                                                                   |
| 11-7-2010                                                             | Johannesburg                                                          | Paesi Bassi                                                           | 0 – 1 dts                                                             | Spagna                                                                | Mondiali 2010 - Finale                                                | -                                                                     | 60’                                                                   |
| 11-8-2010                                                             | Città del Messico                                                     | Messico                                                               | 1 – 1                                                                 | Spagna                                                                | Amichevole                                                            | -                                                                     | 71’                                                                   |
| 3-9-2010                                                              | Vaduz                                                                 | Liechtenstein                                                         | 0 – 4                                                                 | Spagna                                                                | Qual. Euro 2012                                                       | -                                                                     | 65’                                                                   |
| 7-9-2010                                                              | Buenos Aires                                                          | Argentina                                                             | 4 – 1                                                                 | Spagna                                                                | Amichevole                                                            | -                                                                     | 70’                                                                   |
| 9-2-2011                                                              | Madrid                                                                | Spagna                                                                | 1 – 0                                                                 | Colombia                                                              | Amichevole                                                            | -                                                                     | 81’                                                                   |
| 7-6-2011                                                              | Puerto La Cruz                                                        | Venezuela                                                             | 0 – 3                                                                 | Spagna                                                                | Amichevole                                                            | 1                                                                     |                                                                       |
| 2-9-2011                                                              | San Gallo                                                             | Spagna                                                                | 3 – 2                                                                 | Cile                                                                  | Amichevole                                                            | -                                                                     | 46’                                                                   |
| 11-10-2011                                                            | Alicante                                                              | Spagna                                                                | 3 – 1                                                                 | Scozia                                                                | Qual. Euro 2012                                                       | -                                                                     |                                                                       |
| 23-6-2012                                                             | Donec'k                                                               | Spagna                                                                | 2 – 0                                                                 | Francia                                                               | Euro 2012 - Quarti di finale                                          | -                                                                     | 65’                                                                   |
| 27-6-2012                                                             | Donec'k                                                               | Portogallo                                                            | 0 – 0 dts (2 – 4 dtr)                                                 | Spagna                                                                | Euro 2012 - Semifinale                                                | -                                                                     | 87’                                                                   |
| 1-7-2012                                                              | Kiev                                                                  | Italia                                                                | 0 – 4                                                                 | Spagna                                                                | Euro 2012 - Finale                                                    | -                                                                     | 59’                                                                   |
| 7-9-2012                                                              | Pontevedra                                                            | Spagna                                                                | 5 – 0                                                                 | Arabia Saudita                                                        | Amichevole                                                            | 2                                                                     |                                                                       |
| 11-9-2012                                                             | Tbilisi                                                               | Georgia                                                               | 0 – 1                                                                 | Spagna                                                                | Qual. Mondiali 2014                                                   | -                                                                     | 57’                                                                   |
| 12-10-2012                                                            | Minsk                                                                 | Bielorussia                                                           | 0 – 4                                                                 | Spagna                                                                | Qual. Mondiali 2014                                                   | 3                                                                     |                                                                       |
| 16-10-2012                                                            | Madrid                                                                | Spagna                                                                | 1 – 1                                                                 | Francia                                                               | Qual. Mondiali 2014                                                   | -                                                                     |                                                                       |
| 14-11-2012                                                            | Panama                                                                | Panama                                                                | 1 – 5                                                                 | Spagna                                                                | Amichevole                                                            | 2                                                                     | 46’                                                                   |
| 6-2-2013                                                              | Doha                                                                  | Spagna                                                                | 3 – 1                                                                 | Uruguay                                                               | Amichevole                                                            | 2                                                                     | 75’                                                                   |
| 22-3-2013                                                             | Gijón                                                                 | Spagna                                                                | 1 – 1                                                                 | Finlandia                                                             | Qual. Mondiali 2014                                                   | -                                                                     | 46’                                                                   |
| 26-3-2013                                                             | Saint-Denis                                                           | Francia                                                               | 0 – 1                                                                 | Spagna                                                                | Qual. Mondiali 2014                                                   | 1                                                                     | 76’                                                                   |
| 11-6-2013                                                             | New York                                                              | Spagna                                                                | 2 – 0                                                                 | Irlanda                                                               | Amichevole                                                            | -                                                                     | 11’ 80’                                                               |
| 16-6-2013                                                             | Recife                                                                | Spagna                                                                | 2 – 1                                                                 | Uruguay                                                               | Conf. Cup 2013 - 1º turno                                             | 1                                                                     | 81’                                                                   |
| 23-6-2013                                                             | Fortaleza                                                             | Nigeria                                                               | 0 – 3                                                                 | Spagna                                                                | Conf. Cup 2013 - 1º turno                                             | -                                                                     | 75’                                                                   |
| 27-6-2013                                                             | Fortaleza                                                             | Spagna                                                                | 0 – 0 dts (7 – 6 dtr)                                                 | Italia                                                                | Conf. Cup 2013 - Semifinale                                           | -                                                                     | 79’                                                                   |
| 30-6-2013                                                             | Rio de Janeiro                                                        | Brasile                                                               | 3 – 0                                                                 | Spagna                                                                | Conf. Cup 2013 - Finale                                               | -                                                                     |                                                                       |
| 6-9-2013                                                              | Helsinki                                                              | Finlandia                                                             | 0 – 2                                                                 | Spagna                                                                | Qual. Mondiali 2014                                                   | -                                                                     | 81’                                                                   |
| 10-9-2013                                                             | Ginevra                                                               | Spagna                                                                | 2 – 2                                                                 | Cile                                                                  | Amichevole                                                            | -                                                                     |                                                                       |
| 11-10-2013                                                            | Palma di Maiorca                                                      | Spagna                                                                | 2 – 1                                                                 | Bielorussia                                                           | Qual. Mondiali 2014                                                   | -                                                                     |                                                                       |
| 15-10-2013                                                            | Albacete                                                              | Spagna                                                                | 2 – 0                                                                 | Georgia                                                               | Qual. Mondiali 2014                                                   | -                                                                     | 58’                                                                   |
| 16-11-2013                                                            | Malabo                                                                | Guinea Equatoriale                                                    | 1 – 2                                                                 | Spagna                                                                | Amichevole                                                            | -                                                                     | 65’                                                                   |
| 19-11-2013                                                            | Johannesburg                                                          | Sudafrica                                                             | 1 – 0                                                                 | Spagna                                                                | Amichevole                                                            | -                                                                     | 62’                                                                   |
| 5-3-2014                                                              | Madrid                                                                | Spagna                                                                | 1 – 0                                                                 | Italia                                                                | Amichevole                                                            | 1                                                                     | 80’                                                                   |
| 30-5-2014                                                             | Siviglia                                                              | Spagna                                                                | 2 – 0                                                                 | Bolivia                                                               | Amichevole                                                            | -                                                                     | 80’                                                                   |
| 7-6-2014                                                              | Landover                                                              | El Salvador                                                           | 0 – 2                                                                 | Spagna                                                                | Amichevole                                                            | -                                                                     | 46’                                                                   |
| 13-6-2014                                                             | Salvador                                                              | Spagna                                                                | 1 – 5                                                                 | Paesi Bassi                                                           | Mondiali 2014 - 1º turno                                              | -                                                                     | 63’                                                                   |
| 18-6-2014                                                             | Rio de Janeiro                                                        | Spagna                                                                | 0 – 2                                                                 | Cile                                                                  | Mondiali 2014 - 1º turno                                              | -                                                                     | 76’                                                                   |
| 4-9-2014                                                              | Saint-Denis                                                           | Francia                                                               | 1 – 0                                                                 | Spagna                                                                | Amichevole                                                            | -                                                                     | 67’                                                                   |
| 8-9-2014                                                              | Valencia                                                              | Spagna                                                                | 5 – 1                                                                 | Macedonia                                                             | Qual. Euro 2016                                                       | 1                                                                     |                                                                       |
| 9-10-2014                                                             | Žilina                                                                | Slovacchia                                                            | 2 – 1                                                                 | Spagna                                                                | Qual. Euro 2016                                                       | -                                                                     | 58’                                                                   |
| 12-10-2014                                                            | Lussemburgo                                                           | Lussemburgo                                                           | 0 – 4                                                                 | Spagna                                                                | Qual. Euro 2016                                                       | -                                                                     | 70’                                                                   |
| 15-11-2014                                                            | Huelva                                                                | Spagna                                                                | 3 – 0                                                                 | Bielorussia                                                           | Qual. Euro 2016                                                       | 1                                                                     |                                                                       |
| 18-11-2014                                                            | Vigo                                                                  | Spagna                                                                | 0 – 1                                                                 | Germania                                                              | Amichevole                                                            | -                                                                     | 77’                                                                   |
| 27-3-2015                                                             | Siviglia                                                              | Spagna                                                                | 1 – 0                                                                 | Ucraina                                                               | Qual. Euro 2016                                                       | -                                                                     | 65’                                                                   |
| 31-3-2015                                                             | Amsterdam                                                             | Paesi Bassi                                                           | 2 – 0                                                                 | Spagna                                                                | Amichevole                                                            | -                                                                     | 46’                                                                   |
| 14-6-2015                                                             | Barysaŭ                                                               | Bielorussia                                                           | 0 – 1                                                                 | Spagna                                                                | Qual. Euro 2016                                                       | -                                                                     | 59’ 64’                                                               |
| 5-9-2015                                                              | Oviedo                                                                | Spagna                                                                | 2 – 0                                                                 | Slovacchia                                                            | Qual. Euro 2016                                                       | -                                                                     |                                                                       |
| 9-10-2015                                                             | Logroño                                                               | Spagna                                                                | 4 – 0                                                                 | Lussemburgo                                                           | Qual. Euro 2016                                                       | -                                                                     | 55’ 77’                                                               |
| 13-11-2015                                                            | Alicante                                                              | Spagna                                                                | 2 – 0                                                                 | Inghilterra                                                           | Amichevole                                                            | -                                                                     | 74’                                                                   |
| 27-3-2016                                                             | Cluj-Napoca                                                           | Romania                                                               | 0 – 0                                                                 | Spagna                                                                | Amichevole                                                            | -                                                                     | 67’                                                                   |
| 29-5-2016                                                             | San Gallo                                                             | Spagna                                                                | 3 – 1                                                                 | Bosnia ed Erzegovina                                                  | Amichevole                                                            | 1                                                                     | 46’                                                                   |
| 1-6-2016                                                              | Siezenheim                                                            | Spagna                                                                | 6 – 1                                                                 | Corea del Sud                                                         | Amichevole                                                            | -                                                                     | 46’                                                                   |
| 7-6-2016                                                              | Getafe                                                                | Spagna                                                                | 0 – 1                                                                 | Georgia                                                               | Amichevole                                                            | -                                                                     | 76’                                                                   |
| 13-6-2016                                                             | Tolosa                                                                | Spagna                                                                | 1 – 0                                                                 | Rep. Ceca                                                             | Euro 2016 - 1º turno                                                  | -                                                                     | 82’                                                                   |
| 27-6-2016                                                             | Saint-Denis                                                           | Italia                                                                | 2 – 0                                                                 | Spagna                                                                | Euro 2016 - Ottavi di finale                                          | -                                                                     | 81’                                                                   |
| 28-3-2017                                                             | Saint-Denis                                                           | Francia                                                               | 0 – 2                                                                 | Spagna                                                                | Amichevole                                                            | -                                                                     | 67’                                                                   |
| 7-6-2017                                                              | Murcia                                                                | Spagna                                                                | 2 – 2                                                                 | Colombia                                                              | Amichevole                                                            | -                                                                     | 77’                                                                   |
| 11-6-2017                                                             | Skopje                                                                | Macedonia                                                             | 1 – 2                                                                 | Spagna                                                                | Qual. Mondiali 2018                                                   | -                                                                     | 69’                                                                   |
| 5-9-2017                                                              | Vaduz                                                                 | Liechtenstein                                                         | 0 – 8                                                                 | Spagna                                                                | Qual. Mondiali 2018                                                   | -                                                                     |                                                                       |
| 9-10-2017                                                             | Gerusalemme                                                           | Israele                                                               | 0 – 1                                                                 | Spagna                                                                | Qual. Mondiali 2018                                                   | -                                                                     | 76’                                                                   |
| Totale                                                                |                                                                       | Presenze                                                              | 65                                                                    |                                                                       | Reti                                                                  | 17                                                                    |                                                                       |

## Palmarès

### Club

#### Competizioni nazionali
- Campionato spagnolo: 5

Barcellona: 2008-2009, 2009-2010, 2010-2011, 2012-2013, 2014-2015
- Coppa di Spagna: 3

Barcellona: 2008-2009, 2011-2012, 2014-2015
- Supercoppa di Spagna: 4

Barcellona: 2009, 2010, 2011, 2013
- Campionato inglese: 1

Chelsea: 2016-2017
- Coppa d'Inghilterra: 1

Chelsea: 2017-2018

#### Competizioni internazionali
- UEFA Champions League: 3

Barcellona: 2008-2009, 2010-2011, 2014-2015
- Supercoppa UEFA: 3

Barcellona: 2009, 2011, 2015
- Coppa del mondo per club: 2

Barcellona: 2009, 2011
- UEFA Europa League: 1

Chelsea: 2018-2019

### Nazionale
- Campionato mondiale: 1

Sudafrica 2010
- Campionato d'Europa: 1

Polonia-Ucraina 2012

### Individuale
- Premi LFP: 1

Miglior centrocampista offensivo della Liga spagnola: 2009-2010
- Squadra della stagione della UEFA Europa League: 1

2018-2019